# الدینارایانا هوساهالی
الدینارایانا هوساهالی (به انگلیسی: Adinarayana Hosahalli) یک روستا در هند است که در کارناتاکا واقع شده‌است.